# Šusaku Hirasava
Šusaku Hirasava (japonsko 平沢 周策), japonski nogometaš, 5. marec 1949.
Za japonsko reprezentanco je odigral 11 uradnih tekem.